# Divine Symmetry
Divine Symmetry (An Alternative Journey Through Hunky Dory) es una caja recopilatoria publicado póstumamente por el músico británico David Bowie. Fue lanzado el 25 de noviembre de 2022 para conmemorar el quincuagésimo aniversario del álbum Hunky Dory. Consiste en pistas que se crearon durante las sesiones de grabación de este álbum. Esto incluye canciones y demos sin terminar, versiones alternativas de canciones lanzadas y grabaciones en vivo de canciones que fueron grabadas para la BBC, entre otras.

## Créditos y personal
Créditos adaptados desde the Bowie Bible.
Músicos
- David Bowie –  voz principal y coros, guitarra, saxofón alto y tenor, piano
- Mick Ronson – guitarra, guitarra bajo, Mellotron, coros
- Rick Wakeman – piano
- Trevor Bolder – guitarra bajo, trompeta
- Mick “Woody” Woodmansey – batería
- Ken Scott – sintetizador ARP
- George Underwood, Dana Gillespie, Geoff MacCormack – coros
- Mark Pritchett – guitarra, coros
- Tom Parker – piano

## Posicionamiento
| Gráfica (2022–23)               | Pico de posición |
| ------------------------------- | ---------------- |
| Alemania (Offizielle Top 100)   | 80               |
| Bélgica (Valonia) (Ultratop 50) | 73               |
| Francia (SNEP)                  | 170              |
| Reino Unido (UK Albums Chart)   | 83               |